# Christian Handel

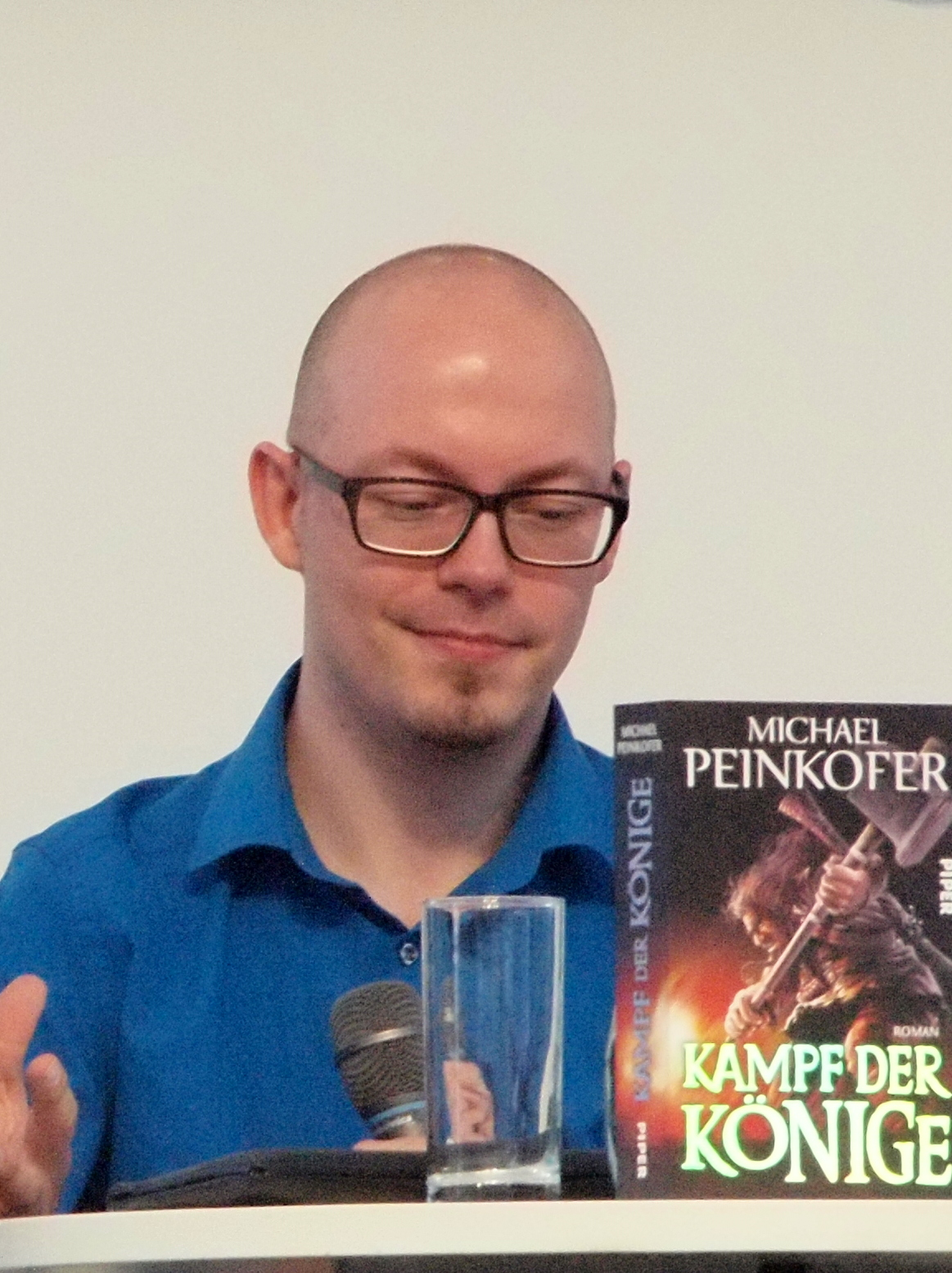
Christian Handel

Christian Handel (* 1978 in Lohr am Main) ist ein deutscher Fantasy-Schriftsteller und Moderator.

## Leben und Werk
Christian Handel schreibt seit 2008 als freier Redakteur Artikel zu Phantastik-Themen, u. a. für die Nautilus – Abenteuer & Phantastik., das Online-Magazin des Hörbuchanbieters Audible , Tor-Online . sowie die Tolkien Times des Klett-Cotta Verlags Darüber hinaus moderiert er Lesungen und Autorenveranstaltungen.
Als Autor fiktionaler Stoffe tritt er seit 2016 in Erscheinung. Er schreibt hauptsächlich im Bereich Fantasy und beschäftigt in seinen Werken mit unabhängigen Frauenfiguren, märchenhaften Motiven und queeren Themen. Zudem ist er Herausgeber einer Reihe von Kurzgeschichtensammlungen im Drachenmond Verlag. Der erste Band Hinter Dornenhecken und Zauberspiegeln wurde 2017 sowohl mit dem Deutschen Phantastik Preis als auch mit dem Skoutz-Award als Beste Anthologie ausgezeichnet.
Sein erster Roman Rosen und Knochen erschien im Sommer 2017 im Drachenmond Verlag und wurde im Folgejahr für den Phantastik-Literaturpreis Seraph in der Kategorie Bestes Debüt nominiert.
Sein zweiter Jugendroman Rowan und Ash gilt als einer der ersten deutschen Fantasy-Romane für Jugendliche, der einen schwulen Helden und dessen Coming Out in den Mittelpunkt stellt und in einem Publikumsverlag erschienen ist.
Er ist Mitglied im Phantastik-Autoren-Netzwerk, und zusammen mit Nina MacKay, Nica Stevens und Andreas Suchanek Teil der Schreib-WG, die zwei- bis dreimal im Jahr an verschiedenen Orten einen sechstägigen Event durchführen und dabei mit Hilfe von Live-Streamings das Publikum an ihren Schreibprojekten teilhaben lassen.
Er lebt aber in Berlin.

## Preise und Nominierungen
- 2017: Deutscher Phantastik Preis für die Anthologie Hinter Dornenhecken und Zauberspiegeln in der Kategorie Beste Anthologie
- 2017: Skoutz-Award für die Anthologie Hinter Dornenhecken und Zauberspiegeln in der Kategorie Beste Anthologie
- 2018: Nominierung für den Phantastikpreis SERAPH für Rosen und Knochen in der Kategorie Bestes Debüt
- 2021: Nominierung für den Phantastikpreis SERAPH für Rowan und Ash – Ein Labyrinth aus Schatten und Magie in der Kategorie Bestes Buch
- 2021: Amanda-Neumayer-Stipendium / Stadtschreiber in Hausach[10]
- 2022: Empfehlungsliste des Rattenfänger-Literaturpreises für Rowan und Ash – Ein Labyrinth aus Schatten und Magie (ideell ausgezeichnet)[11]
- 2023: Nominierung für den Phantastikpreis SERAPH für Das verborgene Zimmer von Thornhill Hall in der Kategorie Bestes Buch[12]
- 2023: Nominierung für den Phantastik-Preis der Stadt Wetzlar für Schattengold[13]

## Romane
- Rosen und Knochen. Drachenmond Verlag, 2017, ISBN 978-3-95991-512-0
- Becoming Elektra – Sie bestimmen, wer du bist. Ueberreuter Verlag, 2019, ISBN 978-3-7641-7094-3 (Hörbuch bei Audible, 2019)
- Rowan und Ash – Ein Labyrinth aus Schatten und Magie. Ueberreuter Verlag, 2020, ISBN 978-3-7641-7105-6 (Hörbuch bei Audible, 2020)
- Palast aus Gold und Tränen. Drachenmond Verlag, 2020, ISBN 978-3-95991-516-8
- I am Elektra. Ueberreuter Verlag, 2021, ISBN 978-3-7641-9274-7
- Das verborgene Zimmer von Thornhill Hall. Ueberreuter Verlag, 2022, ISBN 978-3-7641-7122-3
- Schattengold. Piper Verlag, 2022, ISBN 978-3-492-70637-7
- Spiegelstadt – Tränen aus Gold und Silber, gemeinsam mit Andreas Suchanek, Knaur Verlag, 2023, ISBN 978-3-426-46569-1

## Kurzgeschichtensammlungen (Herausgeber)
- Hinter Dornenhecken und Zauberspiegeln. Drachenmond Verlag, 2016, ISBN 978-3-95991-181-8
- In Hexenwäldern und Feentürmen. Drachenmond Verlag, 2017, ISBN 978-3-95991-266-2
- Von Fuchsgeistern und Wunderlampen. Drachenmond Verlag, 2018, ISBN 978-3-95991-800-8
- Durch Eiswüsten und Flammenmeere. Drachenmond Verlag, 2019, ISBN 978-3-95991-872-5
- Von Flusshexen und Meerjungfrauen. Drachenmond Verlag, 2020, ISBN 978-3-95991-555-7
- Aus Zauberseide und Schwanenfedern, Drachenmond Verlag, 2022, ISBN 978-3-95991-876-3
- In Feenquellen und Zauberschlössern, Drachenmond Verlag, 2023, ISBN 978-3-95991-707-0